# Galium ghilanicum
Galium ghilanicum là một loài thực vật có hoa trong họ Thiến thảo. Loài này được Stapf mô tả khoa học đầu tiên năm 1885.